# Mondial Movers
Mondial Movers is een Nederlands samenwerkingsverband van 18 verhuisbedrijven, met in totaal 24 vestigingenverhuisorganisatie voor particulieren, zakelijke klanten en zorginstellingen. De organisatie biedt facilitaire dienstverlening en bezit opslagfaciliteiten. De administratieve hoofdlokatie is in Alblasserdam.
Het samenwerkingsverband werd opgericht door 8 bedrijven in 1991.
Mondial Movers is lid van de brancheorganisatie erkende verhuizers.
In 2011 en 2012 won Mondial Movers BV de Kristalprijs in de categorie MKB, voor haar jaarverslag.